# Aldea en Cabo
Aldea en Cabo – gmina w Hiszpanii, w prowincji Toledo, w Kastylii-La Mancha, o powierzchni 25,5 km². W 2011 roku gmina liczyła 218 mieszkańców.